# 몽중인
《몽중인》(夢中人, Dream Lovers)은 1986년 개봉한 홍콩의 멜로/로맨스 영화이다. 감독은 구정평이며 주윤발 등이 주연으로 출연하였다.

## 출연

### 주연
- 주윤발
- 양설의
- 임청하

### 조연
- 금연령
- 관산
- 정수일
- 임총